# Нижнеантошинский
Нижнеантошинский — хутор в Урюпинском районе Волгоградской области России, в составе Верхнебезымяновского сельского поселения.
Население — 140 (2010) человек.

## История
Хутор относился к юрту станицы Добринской Хопёрского округа Земли Войска Донского (с 1870 — Область Войска Донского). В 1859 году на хуторе проживало 128 душ мужского и 126 женского пола. По переписи 1873 года на хуторе проживало 182 мужчины и 191 женщина, в хозяйствах жителей насчитывалось 193 лошади, 102 пары волов, 341 голова прочего рогатого скота и 1566 овец. Согласно переписи населения 1897 года на хуторе проживало 387 мужчин и 374 женщины. Большинство населения было неграмотным: грамотных мужчин — 107 (27,6 %), женщин — 17 (4,5 %).
Согласно алфавитному списку населённых мест Области Войска Донского 1915 года земельный надел хутора составлял 1736 десятин, имелись хуторское правление, церковь, приходское училище, церковно-приходская школа, проживало 484 мужчины и 486 женщин.
С 1928 года — в составе Урюпинского района Хопёрского округа (упразднён в 1930 году) Нижне-Волжского края (с 1934 года — Сталинградского края). В 1935 году хутор передан в состав Добринского района Сталинградского края (с 1936 года Сталинградской области, с 1954 по 1957 год район входил в состав Балашовской области).
В 1963 году в связи с упразднением Добринского района хутор вновь передан в состав Урюпинского района.

## География
Хутор находится в пределах Калачской возвышенности, в нижней части балки Антошкина. Рельеф местности холмистый, сильно пересечённый оврагами и балками. Центр хутора расположен на высоте около 150 метров над уровнем моря. По склонам балки Антошкина — островки байрачного леса. Почвы — лугово-чернозёмные.
По автомобильным дорогам расстояние до районного центра города Урюпинска составляет 34 км, до областного центра города Волгоград — 370 км, до хутора Верхнебезымянский — 8,4 км. На юге граничит с хутором Григорьевский
Часовой пояс
Нижнеантошинский, как и вся Волгоградская область, находится в часовой зоне МСК (московское время). Смещение применяемого времени относительно UTC составляет +3:00.

## Население
Динамика численности населения по годам:
| 1859 | 1873 | 1897 | 1915 | 1989 |
| ---- | ---- | ---- | ---- | ---- |
| 254  | 373  | 761  | 970  | ≈330 |

| 2010 |
| ---- |
| 140  |